# Horchata de chufa

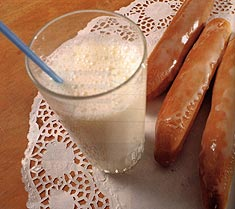
Horchata de chufa

Horchata de chufa (hiszp. z wal. orxata de xufa) – napój chłodzący, spożywany głównie w lecie, wytwarzany z cibory jadalnej (chufa).
Bardzo popularny we wschodniej Hiszpanii, zwłaszcza na obszarze Walencji, znany tam jako orxata de xufa. Do produkcji używa się słodkich bulw tej rośliny, wody i cukru.